# Caquelon

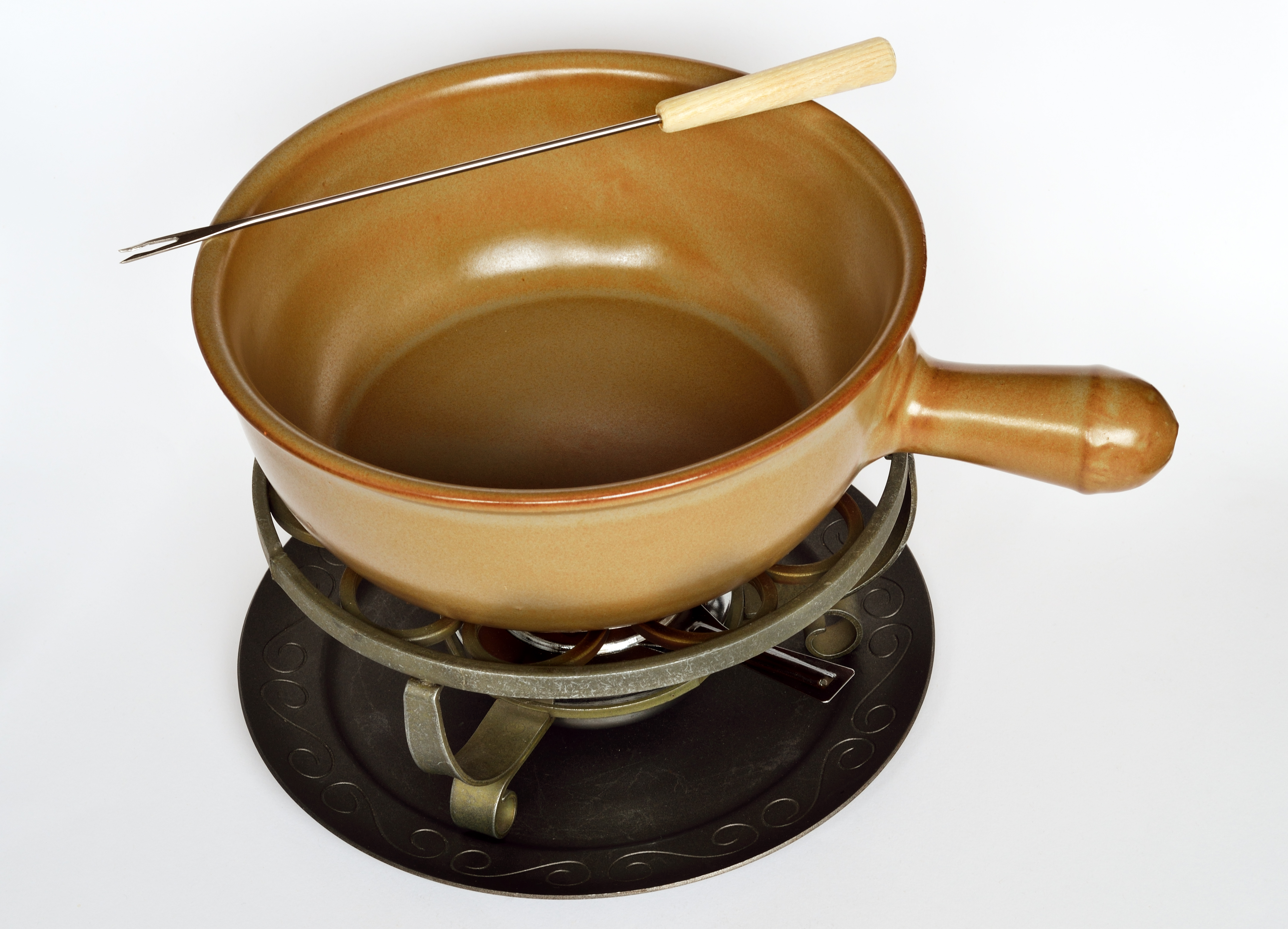
Caquelon

Il caquelon /kaˈklɔ̃/ è una pentola in ghisa, terracotta o in porcellana, usata tradizionalmente in Svizzera, adatta alla preparazione della fondue di formaggio.

## Descrizione
Il termine, proveniente dal francese, è utilizzato prevalentemente in Svizzera. Il fondo del caquelon deve avere un buono spessore di modo che il formaggio fuso non bruci quando questo è posizionato sull'apposito fornello (chiamato réchaud). Dagli svizzeri tedeschi, la crosta formatasi dal formaggio sul fondo viene tradizionalmente e pittorescamente definita con il termine Grossmutter (nonna), mentre i romandi la chiamano culotte de la crémière (mutande della lattaia). La crosta va lasciata fino alla fine, altrimenti, malgrado lo spessore del caquelon, la fondue potrebbe bruciare.